# Batalha do Dniepre
A Batalha do Dniepre foi uma campanha militar ocorrida em 1943, no quadro da Frente Oriental da Segunda Guerra Mundial. Foi uma das maiores operações desse conflito internacional, tendo envolvido quase quatro milhões de homens ao longo de mais de 1 400 km de frente. 
Durante seus quatro meses de duração, a margem oriental do Dniepre foi recuperada das forças alemãs pelo Exército Vermelho, que realizou várias travessias de assalto para estabelecer cabeças de ponte. Como consequência dessa batalha, Kiev pôde ser libertada na Batalha de Kiev de 1943.
No total, 2 438 soldados do Exército Vermelho foram condecorados com o título de Herói da União Soviética por sua participação nessa batalha, número esse que é superior ao total de condecorações desse tipo que até então haviam sido concedidas. Nunca mais houve um número tão grande de laureados em uma única ocasião.

## Situação estratégica
Após a batalha de Kursk, as forças do Heer e da Luftwaffe no sul da União Soviética estavam na defensiva, sobretudo na Ucrânia. Em meados de agosto, Adolf Hitler entendeu que a próxima ofensiva soviética não poderia ser contida na estepe aberta e ordenou a construção de uma série de fortificações ao longo da linha do rio Dniepre.
No lado soviético, Josef Stalin estava determinado a lançar uma grande ofensiva na Ucrânia. O principal impulso da ofensiva seria em direção ao sudoeste, com o flanco norte amplamente estabilizado e o flanco sul no Mar de Azov.

## Planejamento

### Planejamento soviético
A operação começou em 26 de agosto de 1943. As divisões soviéticas começaram a se mover em uma frente de 1 400 km, que se estendia entre Smolensk e o Mar de Azov. No geral, a operação seria executada por 36 exércitos de forças combinadas, quatro exércitos de tanques e cinco exércitos aéreos. Cerca de 2,65 milhões de homens foram alistados para esta enorme operação. A operação utilizaria 51 000 bocas de fogo, 2 400 tanques e 2 850 aviões.
O Dniepre é o terceiro maior rio da Europa, atrás apenas do Volga e do Danúbio. Em sua parte inferior, sua largura pode chegar facilmente a três quilômetros, e represas em vários lugares a torna ainda maior. Além disso, sua costa ocidental — a que ainda seria retomada — era muito mais alta e mais íngreme do que a leste, complicando ainda mais a ofensiva. Além disso, a margem oposta foi transformada em um vasto complexo de defesas e fortificações mantido pela Wehrmacht.
Diante de tal situação, os comandantes soviéticos tinham duas opções. A primeira seria dar-se tempo para se reagrupar forças, encontrar um ou dois pontos fracos para explorar (não necessariamente na parte inferior do Dniepre), cruzar o rio em um ataque duro mas pontual, e cercar os defensores alemães por detrás, dessa forma cortando-os de suas linhas de suprimento e tornando suas linhas de defesa inúteis (operação em profundidade, algo muito parecido com o que os panzers alemães fizeram quanto à linha Maginot, em 1940). Esta opção foi apoiada pelo marechal Gueorgui Jukov e pelo Chefe do Estado-Maior Adjunto Alexei Antónov, preocupados em evitar perdas substanciais, após a violenta Batalha de Kursk. A segunda opção seria realizar um grande ataque sem esperar, forçando o cruzamento do Dniepre em uma frente ampla. Esta opção não daria tempo adicional aos defensores alemães, mas levaria a baixas muito maiores do que um avanço bem-sucedido por meio de uma operação em profundidade. Esta segunda opção foi apoiada sobretudo por Stalin, devido à preocupação de que a política alemã de terra arrasada pudesse devastar a região no caso de o Exército Vermelho não avançar suficientemente rápido.
A Stavka (o alto comando soviético) escolheu a segunda opção. Em vez de uma operação de penetração profunda e cerco, o soviete preferiu fazer pleno uso de partisans para atacar e interromper a rota de abastecimento da Alemanha, de modo que os alemães não pudessem enviar reforços ou remover instalações industriais soviéticas na região. Em sua decisão, a Stavka também levou em consideração a possibilidade de os alemães arrasarem a região, buscando prevenir isso por meio de um avanço rápido.
O ataque foi planejado para ser realizado quase simultaneamente em uma frente de trezentos km de extensão. Todos os meios de transporte disponíveis deveriam ser usados para transportar os atacantes para a margem oposta, incluindo pequenos barcos de pesca e jangadas improvisadas, feitas de barris e árvores. A preparação do equipamento de cruzamento foi ainda mais complicada pela estratégia alemã de terra arrasada, com a destruição de todos os barcos e materiais que poderiam ser usados na construção de barcos. A questão crucial seria, obviamente, o equipamento pesado. Sem isso, as cabeças de ponte não aguentariam por muito tempo.

#### Organização soviética
- Frente Central (conhecida como Primeira Frente Bielorrussa a partir de de 20 de outubro de 1943), comandada por Konstantin Rokossovsky e responsável por 579 600 soldados (não participou da batalha de Dniepre após 3 de outubro)
  - 2º Exército de Tanques, liderado por Aleksei Rodin e depois Semion Bogdanov (a partir de setembro)
  - 9º Corpo de Tanques, liderado por Hrihori Rudtchenko (KIA) e depois Boris Bakharov
  - 60º Exército, liderado por Ivan Tcherniakhovski
  - 13º Exército, liderado por Nikolai Pukhov
  - 65º Exército, liderado por Pavel Batov
  - 61º Exército, liderado por Pavel Belov
  - 48º Exército, liderado por Prokofi Romanenko
  - 70º Exército, liderado por Ivan Galanin, Vladimir Sharapov (setembro-outubro) e Aleksei Grechkin (depois de outubro)
  - 16º Exército Aéreo, liderado por Sergei Rudenko
- Frente de Voronej (conhecida como a Primeira Frente Ucraniana a partir de 20 de outubro de 1943), comandada por Nikolai Vatutin e responsável por 665 500 soldados
  - 3º Exército Blindado da Guarda, liderado por Pavel Ribalko
  - 1º Exército de Tanques, liderado por Mikhail Katukov
  - 4º Corpo de Tanques da Guarda, liderado por Pavel Poluboiarov
  - 1º Corpo de Cavalaria da Guarda, liderado por Viktor Baranov
  - 5º Exército da Guarda, liderado por Aleksei Jadov
  - 4º Exército da Guarda, liderado por Grigori Kulik, Aleksei Zigin (KIA) e Ivan Galanin
  - 6º Exército da Guarda, liderado por Ivan Chistiakov
  - 38º Exército, liderado por Nikandr Tchibisov e Kirill Moskalenko (desde outubro)
  - 47º Exército, liderado por Pavel Korzun, Filipp Jmachenko (setembro-outubro) e Vitali Polenov (desde outubro)
  - 27º Exército, liderado por Sergei Trofimenko
  - 52º Exército, liderado por Konstantin Koroteev
  - 2º Exército Aéreo, liderado por Stepan Krasovski
- Frente Estepe (conhecida como a 2ª Frente Ucraniana após 20 de outubro de 1943), comandada por Ivan Konev
- Frente Sudoeste (conhecida como a Terceira Frente Ucraniana após 20 de outubro de 1943), comandada por Rodion Malinovski
- Frente Sul (conhecida como a Quarta Frente Ucraniana após 20 de outubro de 1943), comandada por Fiodor Tolbukhin

### Planejamento alemão

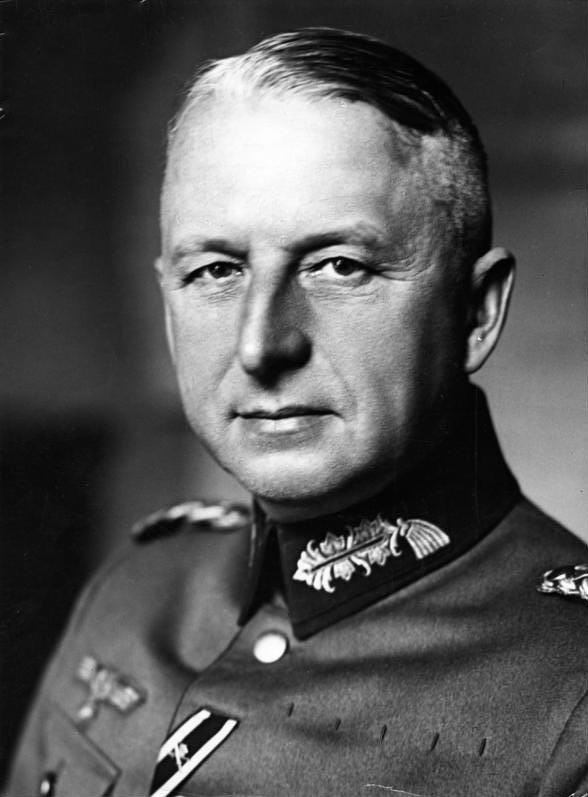
Grupo de Exércitos Sul: Erich von Manstein

A ordem para construir o complexo de defesa de Dniepre, conhecido como "Muro Oriental", foi emitida em 11 de agosto de 1943 e começou a ser executada imediatamente.
Fortificações foram erguidas ao longo do rio Dniepre, embora não houvesse esperança de completar uma linha defensiva tão extensa no curto espaço de tempo disponível. Portanto, o Muro Oriental não era uniforme na densidade e na profundidade de suas fortificações. Em vez disso, estas estavam concentradas em áreas onde era mais provável que ocorressem os assaltos soviéticos, como perto de Krementchuk, Zaporijia e Nikopol.
Além disso, em 7 de setembro de 1943, as forças da SS e da Wehrmacht receberam ordens para implementar uma política de terra arrasada, destruindo, nas áreas que tinham que abandonar, qualquer coisa que pudesse ser usada pelo esforço de guerra soviético.

#### Organização alemã
- Luftflotte 2 (unidades selecionadas) - Wolfram Freiherr von Richthofen
- (na Ucrânia) Grupo de Exércitos Sul - Erich von Manstein
  - 4º Exército Panzer - Hermann Hoth
  - 1º Grupo Panzer - Eberhard von Mackensen
  - 8º Exército - Otto Wohler
  - 6º Exército - Karl-Adolf Hollidt (transferido para o controle do Grupo de Exércitos A)
  - Luftflotte 4 - Wolfram von Richthofen e Otto Deßloch (desde setembro)
- (na Crimeia) Grupo de Exércitos A - Ewald von Kleist
- Grupo de Exércitos Centro - Günther von Kluge
  - 2º Exército - Walter Weiß (não participou na batalha do Dniepre depois de 3 de outubro)

## Descrição da operação estratégica

### Ataque inicial

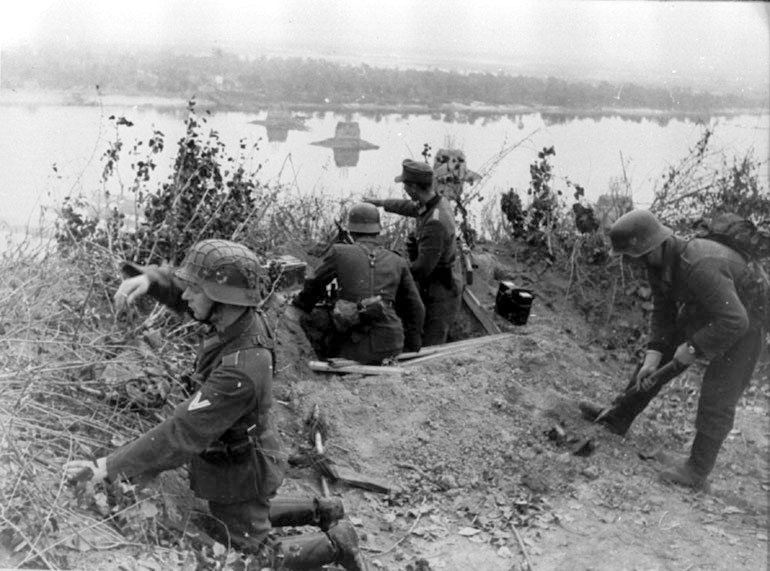
Soldados alemães ocupam posições defensivas no Dniepre.

Apesar da grande superioridade numérica dos atacantes soviéticos, seus objetivos eram desafiadores. A oposição alemã foi feroz, e os combates adentraram cidades e vilas. A Wehrmacht fez uso extensivo de guardas traseiros durante sua retirada, deixando tropas em cada cidade e em cada colina, a fim de diminuir a ofensiva soviética.

### Progresso da ofensiva

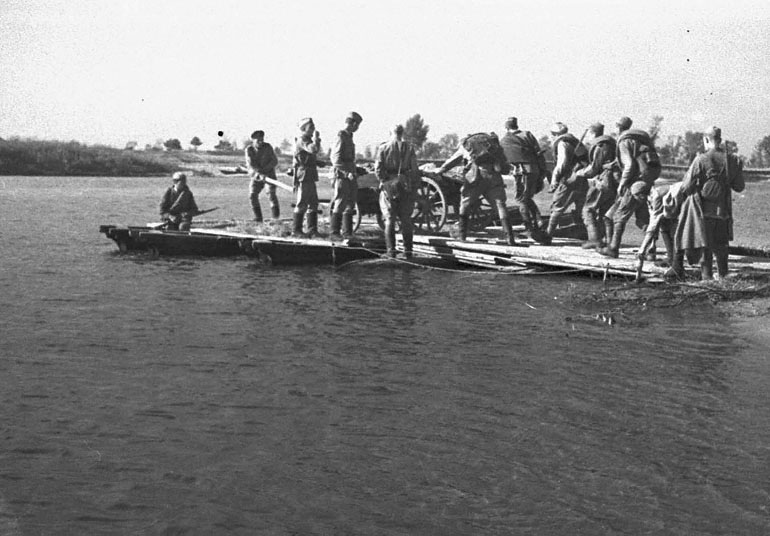
Soldados soviéticos cruzando o rio Dniepre em jangadas improvisadas.

Três semanas após o início da ofensiva, e apesar das pesadas perdas no lado soviético, ficou claro que os alemães não podiam esperar conter a ofensiva soviética no terreno plano e aberto das estepes, onde a força numérica do Exército Vermelho prevalecia. Manstein pediu doze novas divisões, na esperança de conter a ofensiva soviética, mas as reservas alemãs estavam perigosamente escassas.
Em 15 de setembro de 1943, Hitler ordenou que o Grupo de Exércitos Sul se retirasse para a linha de defesa do Dniepre. A batalha por Poltava foi especialmente amarga. A cidade foi fortemente fortificada e sua guarnição bem preparada. Depois de alguns dias inconclusivos que diminuíram bastante a ofensiva soviética, o marechal Konev decidiu ignorar a cidade e seguir em direção ao rio Dniepre. Depois de dois dias de violenta guerra urbana, a guarnição de Poltava foi superada. No final de setembro de 1943, as forças soviéticas atingiram a parte inferior do rio Dniepre.

### Operação aerotransportada
A Stavka transferiu o 3.º Exército de Tanques da Frente Central para a Frente de Voronej, buscando competir com os alemães enfraquecidos no Dniepre, salvar a plantação de trigo da política alemã de terra arrasada, e instalar cabeças de ponte antes que a defesa alemã pudesse se estabilizar. O 3º Exército de Tanques alcançou o rio na noite de 21 para 22 de setembro, e, no dia 23, forças de infantaria soviéticas atravessaram o rio nadando e usando jangadas improvisadas, para proteger a frágil cabeça de ponte que havia sido estabelecida. Essas forças encontraram a oposição de cerca de 120 candidatos a oficiais e do 19º Batalhão de Reconhecimento da Divisão Panzer, que eram as únicas forças alemãs em um raio de 60 km. Contudo, um pesado ataque aéreo alemão e a falta de equipamento para construção rápida de pontes impediram que armamentos pesados soviéticos cruzassem o rio e expandissem a cabeça de ponte.
Os soviéticos, percebendo a fragilidade de sua situação através do rio, ordenaram que um assalto do corpo aéreo aumentasse o tamanho da cabeça de ponte antes que os alemães pudessem contra-atacar. No dia 21, as 1ª, 3ª e 5ª Brigadas Aerotransportadas da Frente Voronej receberam ordens para garantir, no dia 23, um perímetro 15 a 20 km de largura e 30 km de profundidade na curva do Dniepre entre Kaniv e Rzhishchev, enquanto outras unidades da frente atravessavam o rio.
A chegada de pessoal nos aeródromos foi lenta, e levou à não participação da 1.ª Brigada no plano; conseqüentes mudanças na missão também causaram desorganização nos canais de comando. As novas ordens enfim chegaram aos comandantes de companhia no dia 24, apenas 15 minutos antes de suas unidades, ainda não completamente provisionadas, apresentarem-se para o serviço. Devido a condições climáticas, nem todas as aeronaves designadas para a operação chegaram a tempo. Além disso, a maioria dos agentes de segurança de voo desautorizava o carregamento máximo de suas aeronaves. Com menos aeronaves (e capacidades inferiores às esperadas), o plano de carregamento foi gravemente comprometido. Muitos rádios e suprimentos foram deixados para trás, e na melhor das hipóteses seriam necessários três viagens para entregar as duas brigadas aos seus destinos. As unidades (ainda chegando pelo sistema ferroviário) foram carregadas aos poucos em aeronaves que demoravam a se reabastecer, devido à capacidade menor que a esperada dos caminhões de combustível. Enquanto isso, as tropas já prontas para embarque foram alocadas em voos mais cedo, muitas vezes misturando tropas de diferentes unidades. A urgência e a escassez de combustível impediram que as aeronaves formassem esquadras no ar. A maioria das aeronaves, assim que eram carregadas e abastecidas, voava em fila única para os pontos de entrega. As ondas de assalto se tornaram tão misturadas quanto as unidades que eles carregavam.
Enquanto isso, as tropas (metade das quais nunca havia saltado de paraquedas, exceto de torres de treinamento) foram informadas sobre as áreas onde deviam aterrissar e os seus objetivos, frequentemente mal compreendidos pelos comandantes de pelotão que não tiveram tempo de estudar seus novas ordens. Enquanto isso, o reconhecimento soviético porfotografia aérea, suspenso por vários dias devido ao mau tempo, não havia apontado o forte reforço da área pelos alemães, no início da tarde. Pilotos de carga transportando a 3.ª Brigada através de chuviscos não esperavam resistência pesada, mas foram recebidos por fogo antiaéreo da 19ª Divisão Panzer ( coincidentemente em trânsito na zona de entrega dos paraquedistas, e uma das seis formações que foram ordenadas, no dia 21, a preencher a lacuna na frente do 3º Exército de Tanques soviético). Aeronaves entregando paraquedistas foram atacadas por elementos do 73º Regimento Panzer de Granadeiros e homens da 19ª Divisão Panzer. Paraquedistas começaram a retornar fogo e lançar granadas antes mesmo de aterrissar, e aeronaves aceleraram, subiram e escaparam, entregando paraquedistas dispersos em uma grande área. Ao longo da noite, pilotos evitaram completamente os pontos de entrega iluminados por projéteis alemães, e 13 aeronaves retornavam aos aeródromos sem ter entregue quaisquer cargas. Planejando uma operação sobre um terreno de 10 por 14 km amplamente indefeso, os soviéticos em vez disso entregaram tropas em uma área de 30 por 90 km, repleta de unidades motorizadas mais rápidas de dois corpos alemães.
No solo, os alemães miravam os paraquedas brancos dos soviéticos, a fim de eliminar grupos desorganizados e coletar e destruir suprimentos lançados pelo ar. Fogueiras de suprimento, brasas e explosões multicoloridas iluminavam o campo de batalha. Documentos capturados deram aos alemães conhecimento suficiente dos objetivos soviéticos para que eles chegassem à maioria desses objetivos antes mesmos dos paraquedistas soviéticos.
Ainda nos aeródromos soviéticos, a escassez de combustível permitiu que fossem realizadas apenas 298 das quinhentas viagens planejadas, deixando armas antitanque e 2.017 paraquedistas não entregues.
Dos 4575 homens que aterrissaram (setenta por cento do número planejado, e 1525 apenas da 5.ª Brigada), cerca de 2300 acabaram se reunindo em 43 grupos ad-hoc, e passaram a maior parte do tempo buscando suprimentos ainda não destruídos pelos alemães. Outros se juntaram aos nove grupos partisans que operavam na área. Aproximadamente 230 homens conseguiram passar pelas unidades alemãs e atravessar de volta para a frente. A maioria dos demais homens foi capturada na primeira noite ou morta no dia seguinte (embora, na primeira noite, o 3º Corpo e o 73º Regimento Panzer Granadeiro tenham sofrido pesadas perdas enquanto aniquilavam cerca de 150 paraquedistas perto de Grushevo, cerca de 3 km a oeste de Dubari).
Os alemães subestimaram as forças soviéticas, registrando 901 paraquedistas capturados e mortos nas primeiras 24 horas e calculando que 1500 a 2000 homens haviam sido entregues pelos soviéticos. Consequentemente, eles ignoraram os paraquedistas soviéticos, e contra-atacaram as cabeças de ponte soviéticas no Dniepre. Já no dia 26, os alemães consideraram concluídas suas operações anti-paraquedistas, embora um número de ações oportunistas contra guarnições, ferrovias e colunas tenha sido conduzido por remanescentes até o início de novembro. Por falta de homens para limpar todas as áreas, as florestas da região continuariam sendo uma ameaça.
Os alemães consideraram a operação soviética uma ideia que era fundamentalmente sólida, mas que fora arruinada pelo diletantismo de planejadores que não tinham conhecimento especializado. Em particular, eles elogiaram os paraquedistas individuais por sua tenacidade, habilidades com a baioneta e uso hábil de terrenos irregulares na região norte da floresta escassamente arborizada. A Stavka considerou a operação aérea uma falha completa; as lições que eles já haviam aprendido durante a ofensiva de inverno em Viazma não haviam sido aplicadas. Eles nunca voltariam a ter confiança para tentar algo semelhante.
O comandante da Brigada Aerotransportada da 5ª Guarda Soviética, Sidorchuk, retirando-se para as florestas ao sul, acabou por reunir um comando do tamanho de uma brigada, composto por paraquedistas e partisans. Ele obteve suprimentos pelo ar, e ajudou a Segunda Frente Ucraniana, perto de Cherkassi, a se unir às forças da frente em 15 de novembro. Após mais 13 dias de combate, as tropas aerotransportadas foram evacuadas, encerrando dois meses angustiantes. Mais de sessenta dessas tropas por cento nunca retornaram.

### Assalto cruzando o rio Dniepre

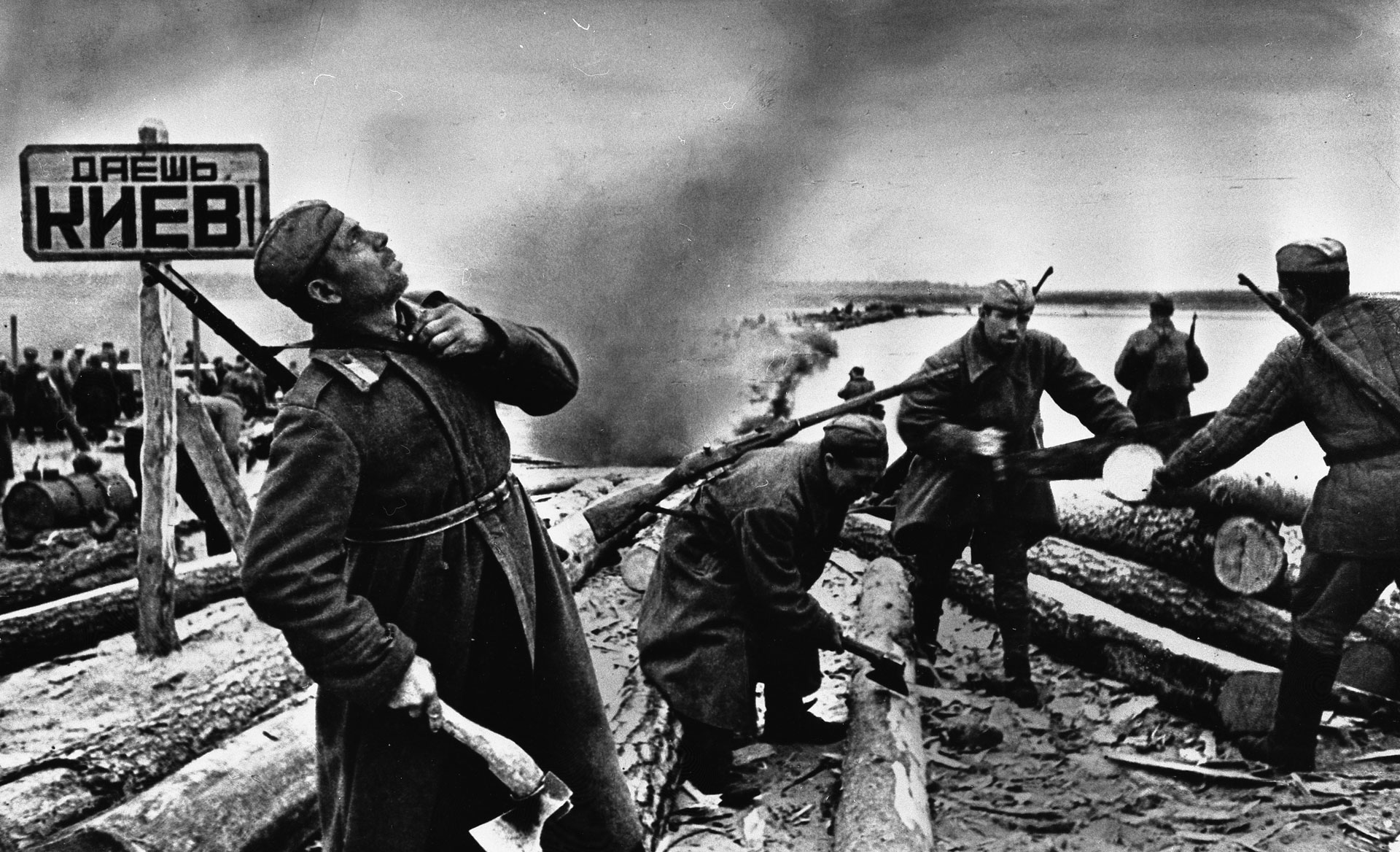
Soldados soviéticos preparando balsas para atravessar o Dniepre (a placa diz: "Avante para Kiev!")

A primeira cabeça de ponte na costa ocidental do Dniepre foi estabelecida em 22 de setembro de 1943, na confluência dos rios Dniepre e Pripiat, na parte norte da frente. Em 24 de setembro, outra cabeça de ponte foi criada perto de Dniprodzerjinsk, outra em 25 de setembro perto de Dnipropetrovsk e ainda outra em 28 de setembro perto de Kremenchuk. Até ao final do mês, 23 cabeças de ponte foram criadas no lado oeste, algumas com 10 km de largura e 1 a 2 km de profundidade.
A travessia do rio Dniepre foi extremamente difícil. Soldados usaram todos os dispositivos flutuantes disponíveis para atravessar o rio, sob fogo alemão pesado e com grandes perdas. Uma vez cruzadas, as tropas soviéticas tiveram que se enterrar nas barrancas de barro que cobriam a margem ocidental do rio Dniepre.

### Protegendo os alojamentos

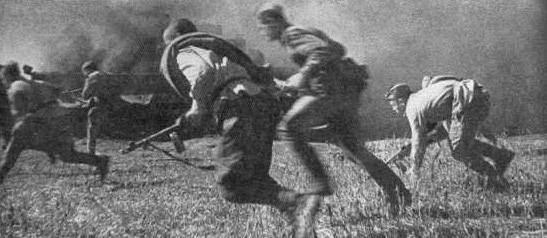
Soldados soviéticos atacando em um alojamento em outubro de 1943

As tropas alemãs logo lançaram pesados contra-ataques em quase todas as cabeças de ponte, na esperança de aniquilá-las antes que equipamentos pesados pudessem ser transportados através do rio.
Por exemplo, o alojamento de Borodaevsk, mencionado pelo marechal Konev em suas memórias, sofreu um pesado ataque de blindados e aéreo. Bombardeiros atacaram tanto o alojamento quanto os reforços que cruzavam o rio. Konev reclamou imediatamente da falta de organização do apoio aéreo soviético, montou patrulhas aéreas para evitar que os bombardeiros se aproximassem dos alojamentos, e ordenou mais artilharia para combater os ataques de tanques da margem oposta. Quando a aviação soviética se tornou mais organizada e centenas de canhões e lançadores de foguetes Katiusha começaram a disparar, a situação começou a melhorar e a cabeça de ponte acabou sendo preservada.
Tais batalhas eram comuns em todos os casos. Apesar de todos os alojamentos terem sido mantidos, as perdas foram terríveis - no início de outubro, a maioria das divisões era de apenas 25% a 50% de sua força nominal.

### Ofensiva do baixo Dniepre
Em meados de outubro, as forças acumuladas nas cabeças de ponte do baixo Dniepre eram fortes o suficiente para levar a cabo um primeiro ataque maciço capaz de proteger definitivamente a costa oeste do rio, na parte sul da frente. Assim, um ataque vigoroso foi excecutado na linha Krementchuk-Dnipropetrovsk. Simultaneamente, um grande desvio foi conduzido no sul, para afastar as forças alemãs do baixo Dniepre e de Kiev.
No final da ofensiva, as forças soviéticas controlavam uma cabeça de ponte de trezentos quilômetros de largura, e de 80 km de profundidade em alguns lugares. No sul, a Crimeia estava agora isolada do resto das forças alemãs, e não havia qualquer esperança em parar o Exército Vermelho na margem leste do Dniepre.

## Resultados
A Batalha do Dniepre foi outra derrota para uma Wehrmacht que exigiu que ela restabilizasse ainda mais a frente do Ocidente. O Exército Vermelho, que Hitler esperava conter pelo rio Dniepre, forçou as forças da Wehrmacht. Kiev foi recapturada e as tropas alemãs não tinham forças para aniquilar as tropas soviéticas nas cabeças de ponte do baixo Dniepre. A margem oeste ainda estava em mãos alemãs na maior parte do tempo, mas ambos os lados sabiam que isso não duraria por muito tempo.
Além disso, a Batalha do Dniepre demonstrou a força dos partisans soviéticos. A operação de "guerra ferroviária", realizada em setembro e outubro de 1943, atingiu a logística alemã com grande intensidade, criando pesados problemas de abastecimento.
Entre 28 de novembro e 1 de dezembro de 1943 foi realizada a conferência de Teerã com Winston Churchill, Franklin D. Roosevelt e Stalin. A Batalha do Dniepre, junto com outras grandes ofensivas executadas em 1943, certamente deu a Stalin uma posição dominante para negociar com os seus aliados.

## Fases da operação soviética
Do ponto de vista operacional soviético, a batalha foi dividida em várias fases e ofensivas.
A primeira fase da batalha incluiu:
- Ofensiva Estratégica Chernigov-Poltava: 26 de agosto de 1943 - 30 de setembro de 1943 (Frentes Central, Voronej e Estepe)

Ofensiva de Chernigov-Pripyet: 26 agosto a 30 setembro 1943
Ofensiva de Sumy-Priluki: 26 de agosto a 30 de setembro de 1943
Ofensiva de Poltava-Kremenchug: 26 de agosto a 30 de setembro de 1943
- Ofensiva Estratégica do Donbass: 13 de agosto a 22 de setembro de 1943 (Frente Sudoeste e Sul)
- Assalto aerotransportado do Dniepre: 24 de setembro - 24 de novembro de 1943

A segunda fase da operação incluiu:
- Ofensiva do Baixo Dniepre: 26 de setembro a 20 de dezembro de 1943

Ofensiva de Melitopol: 26 de setembro a 5 de novembro de 1943
Ofensiva da Zaporijia: 10–14 de outubro de 1943
Ofensiva Krementchuk-Piatikhatki: 15 de outubro - 3 de novembro de 1943
Ofensiva de Dnepropetrovsk: 23 outubro - 23 dezembro 1943
Ofensiva de Krivoi Rog: 14–21 de novembro de 1943
Ofensiva Apostolovo: 14 de novembro - 23 de dezembro de 1943
Ofensiva de Nikopol: 14 de novembro a 31 de dezembro de 1943
Ofensiva de Aleksandriia-Znamenka: 22 novembro - 9 dezembro 1943
Ofensiva de Krivoi Rog: 10–19 de dezembro de 1943
- Operação Ofensiva Estratégica de Kiev (outubro): 1–24 de outubro de 1943

Operação Ofensiva de Tchernobil-Radomisl: 1–4 de outubro de 1943
Operação defensiva de Tchernobil-Gornostaipol: 3-8 de outubro de 1943
Operação Ofensiva de Liutej: 11–24 de outubro de 1943
Operação Ofensiva de Bukrin: 12-15 de outubro de 1943
Operação Ofensiva de Bukrin: 21–24 de outubro de 1943
- Ofensiva Estratégica de Kiev: 3–13 de novembro de 1943

Rauss: contra-ataque de novembro de 1943
- Defensiva estratégica de Kiev: 13 de novembro a 22 de dezembro de 1943